# Rhagodoca smithii
Rhagodoca smithii är en spindeldjursart som först beskrevs av Pocock 1897.  Rhagodoca smithii ingår i släktet Rhagodoca och familjen Rhagodidae. Inga underarter finns listade i Catalogue of Life.